# نظام التصريف
نظام التصريف هو نمط طويل الأمد للتغيرات السنوية في تصريف تيار مائي عند نقطة معينة. لذلك فإنه يوضح كيف يُتوقع تصريف التيار مائي عند تلك النقطة على مدار العام. وهو ما يُعادل مناخيًا من الناحية الهيدرولوجية. أهم عامل يؤثر على النظام هو المناخ، إلى جانب التضاريس، وصخور الأساس، والتربة، والنباتات، والنشاط البشري.
تصنف الاتجاهات العامة في مجموعات مسماة، إما حسب أسباب وفصل العام الذي تحدث فيه (معظم التصنيفات)، أو حسب المناخ الذي تظهر فيه غالبًا (تصنيف بيكينسيل). توجد العديد من التصنيفات المختلفة، لكن معظمها محصور بمنطقة جغرافية محددة ولا تستخدم لتصنيف جميع أنهار العالم.
عند تحليل سجلات تصريف المياه هذه، يجب أخذ الفترة الزمنية المستخدمة في حساب المعدلات الشهرية. فمن الصعب تحديد نظام تصريف سنوي نموذجي للأنظمة التي تشهد تقلبًا سنويًا كبيرًا في معدلات التصريف الشهري أو التغييرات الجوهرية في خصائص حوض التصريف (مثلًا التأثيرات التكتونية أو تطبيق أساليب إدارة المياه).

## ملخص
قام موريس باردي بتصنيف أنظمة التصريف، حيث كان يعتمد على ما هي الأسباب الرئيسية لمثل هذا النمط، وكم عددها. وبناءً على ذلك، أطلق ثلاثة أنواع أساسية:
- الأنظمة البسيطة، حيث يوجد عامل مهيمن واحد فقط.
- الأنظمة المختلطة أو المزدوجة، حيث يوجد عاملان مهيمنان.
- الأنظمة المعقدة، حيث توجد عوامل مهيمنة عديدة.

وقسم الأنظمة البسيطة إلى فئات تعتمد على درجة الحرارة (ذوبان الجليد، ذوبان ثلوج الجبال، ذوبان ثلوج السهول؛ وغالبًا ما يطلق على الأخيرين اسم "ذوبان الثلوج") وفئات تعتمد على الأمطار (الاستوائية، المدارية، المعتدلة، المحيطية، المتوسطية).
وضح بيكينسيل لاحقًا بتعريف الأنظمة البسيطة القائمة على المناخ في منطقة حوض التصريف، مقسمًا العالم إلى "مناطق مائية". وكان ملهمًا بتصنيف كوبن للمناخ، وابتكر أيضًا رموزًا لتعريفها. لكن انتقد النظام لاعتماده على المناخ بدلاً من الاعتماد على أنظمة التصريف، كما افتقر لبعض الأنماط.
في عام 1988، أجرى هاينز وزملائه محاولة أخرى لتصنيف الأنظمة العالمية معتمدين على نظام التصريف وقسموا جميع الأنماط إلى 15 فئة، لكن هذا التصنيف متناقض ومعقد للغاية أحيانًا، ولا يمييز بين الأنظمة البسيطة، أو المختلطة، أو المعقدة لأنه يعتمد فقط على الذروة الرئيسية، وهو ما يتعارض مع النظام المتبع عادةً في منطقة جبال الألب. وبالتالي، تقسم الأنهار التي تعتمد على ذوبان الثلوج والأمطار إلى فئتين، بينما تصنف الأنهار التي تعتمد بالأساس على الأمطار مع الأنظمة المعقدة في فئة واحدة وهى النظام الموحد، رغم انتظام أنماطها السنوية الواضحة.
ولا يميز هذا التصنيف بين الأنظمة المعتمدة على درجة الحرارة والمعتمدة على الأمطار. إلا أنه أضاف نظامًا جديدًا لم يكن موجودًا في تصنيف بيكينسيل، وهو نظام منتصف الخريف المعتدل حيث يبلغ ذروته في شهر نوفمبر (في نصف الكرة الشمالي) أو شهر مايو (في نصف الكرة الجنوبي). ونادرًا ما يستخدم هذا النظام.

أنظمة التصريف الأربعة المختلفة وفقًا لباردي (1955)

في السنوات اللاحقة، ركزت معظم الأبحاث على منطقة جبال الألب، مما جعل هذه المنطقة أكثر دراسة وتفصيلًا من غيرها، ومعظم تصنيفات الأنظمة الفرعية مستمدة منها. وقد طورت هذه التصنيفات بشكل أكبر بناءً على تصنيف باردي.
الأسماء الأكثر استخدامًا، رغم تعريفها بشكل مختلف في منشورات مختلفة، هي:
- في الأنظمة الجليدية (Glacial)، فمعظم المياه ناتجًا عن ذوبان الجليد وتحدث الذروة في أواخر الصيف.
- في أنظمة ذوبان الثلوج (Nival)، مع ذروته في أواخر الربيع أو أوائل الصيف ولا يزال ذوبان الثلوج ذا أهمية عالية.
- في الأنظمة المطرية (Pluvial)، يعتمد على الأمطار الموسمية وليس على الثلوج. ويصل لذروته في فصل الشتاء، رغم أنه يمكن أن يحدث في أي وقت على مدار العام. إذا حدث ذلك في وقت الرياح الموسمية، يسمى أحيانًا المطر الاستوائي.
- في النظام الثلجي المطري (Nivo-pluvial)، ذروة تساقط الثلوج في أواخر الربيع وذروة تساقط الأمطار في الخريف.
- في النظام الماطر الثلجي (Pluvio-nival)، وهو مشابه للنظام السابق، ولكن ذروة التساقط الثلجي تأتي مبكرًا (مارس وأبريل في نصف الكرة الشمالي) ويكون أدني مستوى للتساقط في الصيف، وليس الشتاء.
- في النظام الثلجي الجليدي (Nivo-glacial)، تشترك في خصائص الأنظمة الجليدية والثلجية وذروة التساقط في منتصف الصيف.

يعتبر تمييز باردي بين الأنظمة الفردية والأنظمة المختلطة أحيانًا أنه قائمًا على عدد القمم وليس عدد العوامل؛ لأنه أكثر موضوعية. فمعظم الأنظمة الثلجية والجليدية تتأثر بالأمطار، والأنظمة المطيرة تتأثر ببعض الثلوج في المناطق ذات المناخ القاري.
يتضح الفرق بين التصنيفين في النظام الثلجي الجليدي الذي يصنف أحيانًا مختلطًا، لكن غالبًا ما يُعتبر بسيطًا في الدراسات المعمقة. لكن تعتبر العديد من المجموعات التي تضم قمم مطرية أو ثلجية المتعددة نظامًا بسيطًا في بعض المصادر.

## قياس أنظمة التصريف
تحدد أنظمة التصريف، بمتوسط بيانات تصريف لعدة سنوات؛ ويفضل أن تكون 30 عامًا أو أكثر، كما هو الحال مع المناخ. لكن البيانات نادرة للغاية، وأحيانًا ما يستخدم متوسط ثماني سنوات فقط. إذا كان التدفق منتظمًا ويُظهر نمطًا مشابهًا جدًا من عام لآخر، فقد يكون ذلك كافيًا، ولكن بالنسبة للأنظمة ذات الأنماط غير المنتظمة أو تلك التي تكون جافة معظم الوقت، فيجب أن تكون هذه الفترة أطول بكثير للحصول على نتائج دقيقة. وهذه هي المشكلة بشكل خاص مع الأودية لأنها غالبًا ما تحتوي على كلتا الصفتين. لا يقتصر نمط التصريف على نهر واحد فقط، بل يشمل أيضًا نقطة على طول النهر، حيث يمكن أن يتغير مع وجود روافد جديدة وزيادة مساحة المستجمعات المائية.
تحول هذه البيانات إلى متوسط شهري لكل شهر على حدة. وأحيانًا، يضاف متوسطات القيم القصوى والدنيا لكل شهر. ولكن على عكس المناخ، يمكن أن تختلف مستويات تصريف الأنهار بشكل كبير، فهى تتراوح من الجداول الصغيرة التي يقل متوسط تصريفها عن 0.1 متر مكعب في الثانية وصولًا إلى نهر الأمازون، الذي متوسط تصريفه الشهري أكثر من 200000 متر مكعب في الثانية في ذروته في شهر مايو.
بالنسبة لأنظمة التصريف، فإن قيمة التصريف الدقيقة لنهر ما في شهر واحد ليس بنفس أهمية علاقتها بالتصريفات الشهرية الأخرى المقاسة عند نفس النقطة على طول نهر معين.
ورغم أن التصريف لا يزال يستخدم غالبًا لإظهار التباين الموسمي، إلا أن هناك طريقتين أكثر شيوعًا، وهما النسبة المئوية للتدفق السنوي ومعامل باردي.
تمثل نسبة التدفق السنوي مقدار ما يساهم به الشهر من إجمالي التصريف السنوي، وتحسب كالتالي:
{\displaystyle percentage_{i}={Q_{i} \over 12\times {Q_{mean}}}\times 100\%}
حيث {\displaystyle Q_{i}} هو متوسط التصريف لشهر معين، و{\displaystyle Q_{mean}} هو متوسط التصريف السنوي. تصريف شهر متوسط هو {\displaystyle 100/12\approx 8.33\%} ويجب أن يكون مجموع كل الأشهر 100%.
معامل باردي، أو معامل التصريف، هو أكثر سهولة حيث تكون قيمته 1 للشهر الذي يمثل متوسط التصريف.
إذا كانت القيمة أعلى من 1 يكون معناه تصريفًا أعلى من المتوسط وإذا كانت أقل من 1 يكون معناه تصريفًا أقل من المتوسط. تحسب كالتالي:
{\displaystyle PK_{i}={Q_{i} \over {Q_{mean}}}}
حيث {\displaystyle Q_{i}} هو متوسط التصريف لشهر معين، و{\displaystyle Q_{mean}} هو متوسط التصريف السنوي. ولا توجد وحدة لمعامل باردي.
غالبًا ما تقدم البيانات في رسم تخطيطي يسمى المخطط المائي، وتحديدًا، مخطط المياه السنوي حيث يوضح التغيرات الشهرية في التصريف لعام واحد، ولا يوجد نمط لسقوط الأمطار.
تستخدم وحدات مختلفة في المخطط المائي وهى إما التصريف أو النسبة المئوية الشهرية أو معاملات باردي. في جميع الحالات، يبقي الرسم البياني ثابتًا ويعدل المقياس.
من خلال المخطط المائي، يصبح من السهل تحديد القيم القصوى والدنيا، ويمكن تحديد النظام بسهولة. لذلك، تعتبر المخططات المائية هامة لفهم أنظمة الأنهار، تماماً كما أن الرسوم البيانية المناخية ضرورية للمناخ.

### المعامل السنوي
مثل معامل باردي، توجد معاملات أخرى تستخدم لتحليل نظام النهر. إحداها هو حساب نسبة تصريف النهر عند القيمة القصوى إلى تصريفها عند القيمة الدنيا، بدلاً من المتوسط كما في معامل باردي. ويُعرف باسم المعامل السنوي، ويحسب كالتالي:
{\displaystyle K_{year}={Q_{i_{max}} \over {Q_{i_{min}}}},{Q_{i_{min}}}\neq 0}
حيث{\displaystyle Q_{i_{max}}} هو متوسط تصريف الشهر عند القيمة القصوى، و{\displaystyle Q_{i_{min}}} هو متوسط التصريف في الشهر عند القيمة الدنيا. وإذا كان{\displaystyle Q_{i_{min}}} = 0، يكون المعامل غير معرف.

### التغير السنوي
يبين التغير السنوي مقدار انحراف قمم معدلات التصريف عن المعدل المنتظم المثالي. يحسب عن طريق الانحراف المعياري لمتوسط التصريف الشهري عن متوسط التصريف السنوي. ثم يقسم على متوسط التصريف السنوي ويضرب في 100%، كالتالي:
{\displaystyle C_{v}^{*}={{\sqrt {{\sum _{i=1}^{12}(Q_{i}-Q_{mean})^{2}} \over 12}} \over Q_{mean}}\times 100\%}
وتتمتع الأنظمة المتجانسة بقيمة أقل من 10%، بينما يمكن أن تصل إلى أكثر من 150% بالنسبة للأنهار ذات القمم الحادة.

### معاملات جريم
معاملات جريم، المستخدمة في النمسا، لا تُعرف لشهر واحد، بل بالأشهر المزدوجة (doppelmonats)، أي لشهرين متتاليين. ويجمع متوسط التصريف لكلا الشهرين (يناير وفبراير، فبراير ومارس، مارس وأبريل، وهكذا) مع الحفاظ على 12 قيمة مختلفة على مدار العام. يطبق هذا الأسلوب للأنظمة الثلجية، ويرتبط بأنواع مختلفة من الأنظمة (الثلجية، الثلجية الجليدية، الجليدية، إلخ). تعرف كالتالي:
{\displaystyle SK_{doppelmonat}={Q_{doppelmonat} \over {Q_{mean}}}} (التعريف الأولي)
{\displaystyle SK_{doppelmonat}={Q_{doppelmonat} \over {2\times Q_{mean}}}} (التعريف المُعدّل ويكون مشابه لمعامل باردي؛ النسخة المستخدمة على ويكيبيديا)
{\displaystyle SK_{year}={Q_{{doppelmonat}_{max}} \over {Q_{{doppelmonat}_{min}}}},{Q_{{doppelmonat}_{min}}}\neq 0}
حيث {\displaystyle Q_{doppelmonat}=Q_{i}+Q_{i+1}}

### معامل النفوذ
حدد باردي وبيكينسيل ما إذا كانت الذروة (في تصريف النهر) من نوع مطري ثلجي، أو ثلجي مطري، أو ثلجي بناءً على النسبة المئوية لمساهمة المياه الذائبة في التصريف خلال الدفء، وليس بناءً على وقت حدوث الذروة كما هو شائع اليوم. ومع ذلك، فقد تم حسابه لعدد قليل من الأنهار. القيم هي التالية: 
- 0-6%: مطري
- 6-14%: مطري ثلجي
- 15-25%: ثلجي مطري
- 26-38%: ذوبان الثلوج
- 39-50%: من ذوبان الثلوج إلى ثلجي جليدي
- أكثر من 50٪: جليدي

## العوامل المؤثرة على أنظمة الأنهار
هناك عدة عوامل تحدد متى يكون تصريف النهر أكبر ومتى يكون أصغر:-
- سقوط الأمطار، حيث تحصل معظم الأنهار على إمداداتها من المياه بهذه الطريقة.
- درجة الحرارة.
- خصائص منطقة مستجمع المائي، مثل الارتفاع والنباتات والصخور والتربة وتخزين النهر.
- العامل البشري، إذ قد يتمكن البشر من التحكم في إمدادات المياه بالكامل من خلال بناء السدود، أو جزئياً عن طريق تحويل المياه لأغراض الري والاستخدام الصناعي والشخصي.
- أن الأنهار يمكن أن تغير نظامها على طول مسارها بسبب تغير الظروف والروافد الجديدة.

### المناخ
العامل الأساسي المؤثر على أنظمة الأنهار هو مناخ منطقة المستجمع المائي، سواء من خلال الأمطار أو تقلبات درجات الحرارة على مدار العام. مما دفع بيكينسيل إلى تصنيف الأنظمة على أساس المناخ في المقام الأول. ورغم وجود علاقة إلا أن المناخ لا ينعكس بالكامل على نظام النهر. إضافةً إلى أنه يمكن لمنطقة المستجمعات المائية أن تمتد عبر أكثر من مناخ، مما يؤدي إلى تفاعلات أكثر تعقيدًا بين المناخ ونظام النهر.
يتشابه نظام التصريف مع نظام سقوط الأمطار حيث تغذي الأمطار في منطقة مستجمعات مياه النهر في تصريف المياه وارتفاع منسوب المياه الجوفية وملء البحيرات.
يوجد فارق زمني بين ذروة سقوط الأمطار وذروة التصريف، يتوقف على نوع التربة والصخور، لأن وصول مياه الأمطار إلى محطة القياس ضروري لتسجيل التصريف.
إن ذوبان الأنهار الجليدية وحده يمكن أن يوفر كميات كبيرة من المياه حتى في المناطق ذات الأمطار القليلة أو المعدومة، مثل المناخ الجليدي والمناخات الباردة الجافة وشبه القاحلة.
تؤدي درجات الحرارة المرتفعة إلى زيادة كمية التبخر، إما مباشرة من النهر، أو من التربة الرطبة والنباتات، مما يؤدي إلى كمية أمطار أقل تصل إلى النهر وأن استهلاك النباتات المزيد من المياه.